# Кодочигов, Михаил Филиппович
Михаил Филиппович Кодочигов (1924—1945) — старшина Рабоче-крестьянской Красной Армии, участник Великой Отечественной войны, Герой Советского Союза (1944).

## Биография
Михаил Кодочигов родился 24 декабря 1924 года в деревне Муравьёво (ныне — Шахунский район Нижегородской области). После окончания четырёх классов школы работал в колхозе. В марте 1942 года Кодочигов был призван на службу в Рабоче-крестьянскую Красную Армию. С августа 1943 года — на фронтах Великой Отечественной войны.
К августу 1944 года младший сержант Михаил Кодочигов был наводчиком орудия 134-го артиллерийского полка 172-й стрелковой дивизии 13-й армии 1-го Украинского фронта. Отличился во время освобождения Польши. В составе своего полка Кодочигов переправился через Вислу в районе Тарнобжега. 22 августа 1944 года у деревни Лукава в 10 километрах к северу от Сандомира, когда советские части были атакованы двумя полками немецкой пехоты и 50 танками, Кодочигов прямой наводкой вёл огонь по противнику, подбив танк «Тигр». В том бою он получил два тяжёлых ранения, но продолжал сражаться, пока не потерял сознание.
Указом Президиума Верховного Совета СССР от 23 сентября 1944 года за «образцовое выполнение заданий командования и проявленные мужество и героизм в боях с немецкими захватчиками» младший сержант Михаил Кодочигов был удостоен высокого звания Героя Советского Союза с вручением ордена Ленина и медали «Золотая Звезда» за номером 4603.
В дальнейшем участвовал во взятии Берлина и освобождении Праги. 18 ноября 1945 года Кодочигов погиб в бою с западноукраинскими националистическими формированиями.
Был также награждён орденами Отечественной войны 2-й степени и Красной Звезды, рядом медалей.
В честь Кодочигова названа школа.